# András Tamás
András Tamás, též Ondrej Tamás (* 29. října 1951) byl slovenský a československý politik maďarské národnosti, po sametové revoluci poslanec Sněmovny národů za hnutí Együttélés.

## Biografie
Ve volbách roku 1990 zasedl do slovenské části Sněmovny národů (volební obvod Středoslovenský kraj) za hnutí Együttélés, které kandidovalo společně s MKDH. Mandát poslance ale fakticky nepřevzal a v parlamentu nevystupoval. Ve Federálním shromáždění setrval do prosince 1990, kdy na mandát poslance rezignoval.